# 閃光寬鮗
閃光寬鮗，為輻鰭魚綱鱸形目鱸亞目擬雀鯛科的一種，分布於印度西太平洋區，包括菲律賓、印尼及澳洲西北部海域，深度5-40公尺，為熱帶海水魚，體長可達13公分，棲息在潟湖、臨海珊瑚礁區，生活習性不明，可做為觀賞魚。

## 擴展閱讀
維基物種上的相關：閃光寬鮗